# Ischiofemoral szalag
Az ischiocapsular ínszalag (ischiofemoral ínszalag) egy háromszög alakú, erős szálakból álló szalag, ami a csípő hátsó oldalán fut végig. Szálai az ülőcsonttól az csípőízület alatti és mögötti ponton átnyúlnak, hogy keveredjenek a kör alakú szálakkal az ízületi kapszula hátsó végén, és a combcsont interochanterikus vonalához kapcsolódjanak. 
Az emberi rétegekkel végzett vizsgálatok azt mutatták, hogy ez a ligamentum korlátozza a csípő belső forgását, függetlenül attól, hogy a csípő hajlott, kinyújtott vagy semleges helyzetben van-e.

## Fordítás
Ez a szócikk részben vagy egészben  az   Ischiofemoral ligament című angol Wikipédia-szócikk ezen változatának fordításán alapul.  Az eredeti cikk szerkesztőit annak laptörténete sorolja fel. Ez a jelzés csupán a megfogalmazás eredetét és a szerzői jogokat jelzi, nem szolgál a cikkben szereplő információk forrásmegjelöléseként.